# Павлов, Юрий Николаевич (лётчик-испытатель)
Юрий Николаевич Павлов (род. 17 ноября 1923, Наманган, Узбекская ССР) — советский военнослужащий, заслуженный лётчик-испытатель СССР, участник Великой Отечественной войны, капитан (1967).

## Краткая биография
Родился в городе Намангане в 1923 году. Своё детство и юношеские годы провёл в городе Бугуруслан (Оренбургская область).
В июле 1941 года начал службу в вооружённых силах СССР; в этом же году поступил на обучение в Чкаловское кавалерийское училище города Оренбурга. В 1942 году окончил в городе Уральске Одесское пехотное училище, проходил службу миномётчиком в строевых пехотных частях.
В составе войск Центрального, 1-го и 4-го Украинских фронтов воевал на полях сражений Великой Отечественной войны: с апреля 1943 года по май 1945-го проходил службу на должности командира миномётного взвода 229-го стрелкового полка. Принимал участие в Курской битве, Черниговско-Припятской, Киевской оборонительной и наступательной, Житомирско-Бердичевской, Ровно-Луцкой, Проскуровско-Черновицкой, Львовско-Сандомирской, Карпатско-Ужгородской, Западно-Карпатской и Моравско-Остравской операциях. В 1943 году был дважды ранен, первый раз 28 июля, второй раз — в ноябре.
После войны продолжил службу в Прикарпатском военном округе, затем в 1946 году вышел в запас. С 1946 по 1948 год проходил обучение в Куйбышевском индустриальном техникуме. В 1952 году окончил Киевский институт инженеров Гражданского воздушного флота.
В 1952—1962 годах работал инженером, а затем и ведущим инженером в НИИ ГВФ. С 1950 по 1952 годы активно занимался планёрным и самолётным спортом в Киевском аэроклубе. В 1958 году окончил Сасовское лётное училище гражданского воздушного флота, затем в 1962 — прошёл обучение на вертолётном отделении Школы лётчиков-испытателей.
С декабря 1962 года по ноябрь 1983 года работал лётчиком-испытателем Лётно-исследовательского института. Среди его достижений отмечают испытания автоматической посадки на вертолёте Ка-25, отработку действий при отказе систем управления на боевой машине Ми-24. Помимо этого им был выполнен комплекс испытательных программ по тематике института на машинах Ми-2, Ми-4, Ми-6, Ми-8, Ми-10, Ми-24, Ка-25 и их модификациях.
Проживает в городе Москве.

## Награды и звания
- орден Отечественной войны 1-й степени (11.03.1985)
- 2 ордена Отечественной войны 2-й степени (15.10.1944; 20.05.1945)
- орден Красной Звезды (11.08.1944)
- медали[1]
- Заслуженный лётчик-испытатель СССР (17.08.1979)